# 卜納剌
卜納剌，乾隆帝《御批歷代通鑑輯覽》改作伯訥哷，《欽定歷代職官表》將其改正為布逹拉，即蒙古語的普陀山，元朝宗室。蒙古族，孛兒只斤氏。元世祖子奧魯赤玄孫。
元順帝至元三年(1337年)，父黨兀班在討伐叛番時陣亡，遂襲鎮西武靖王，以朵哥麻思算木多城（今青海省互助縣松多鄉）為鎮西府。
洪武三年，鄧愈克河州，留寧正（韋德成養子，故又稱韋正）鎮守，卜納剌等擁兵猶眾，寧正派兵追擊，於寧河殺獲頗多，於是卜納剌請降，為武靖衛指揮同知。洪武四年，卜納剌至京師，受封為靖南衛指揮同知。